# Nationalstraße (Frankreich)

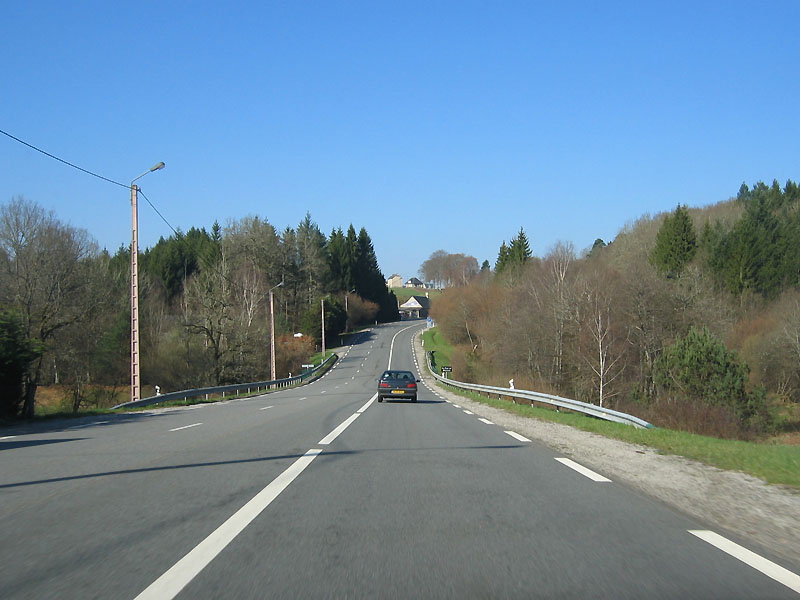
Die Route nationale 89 zwischen Tulle und Ussel

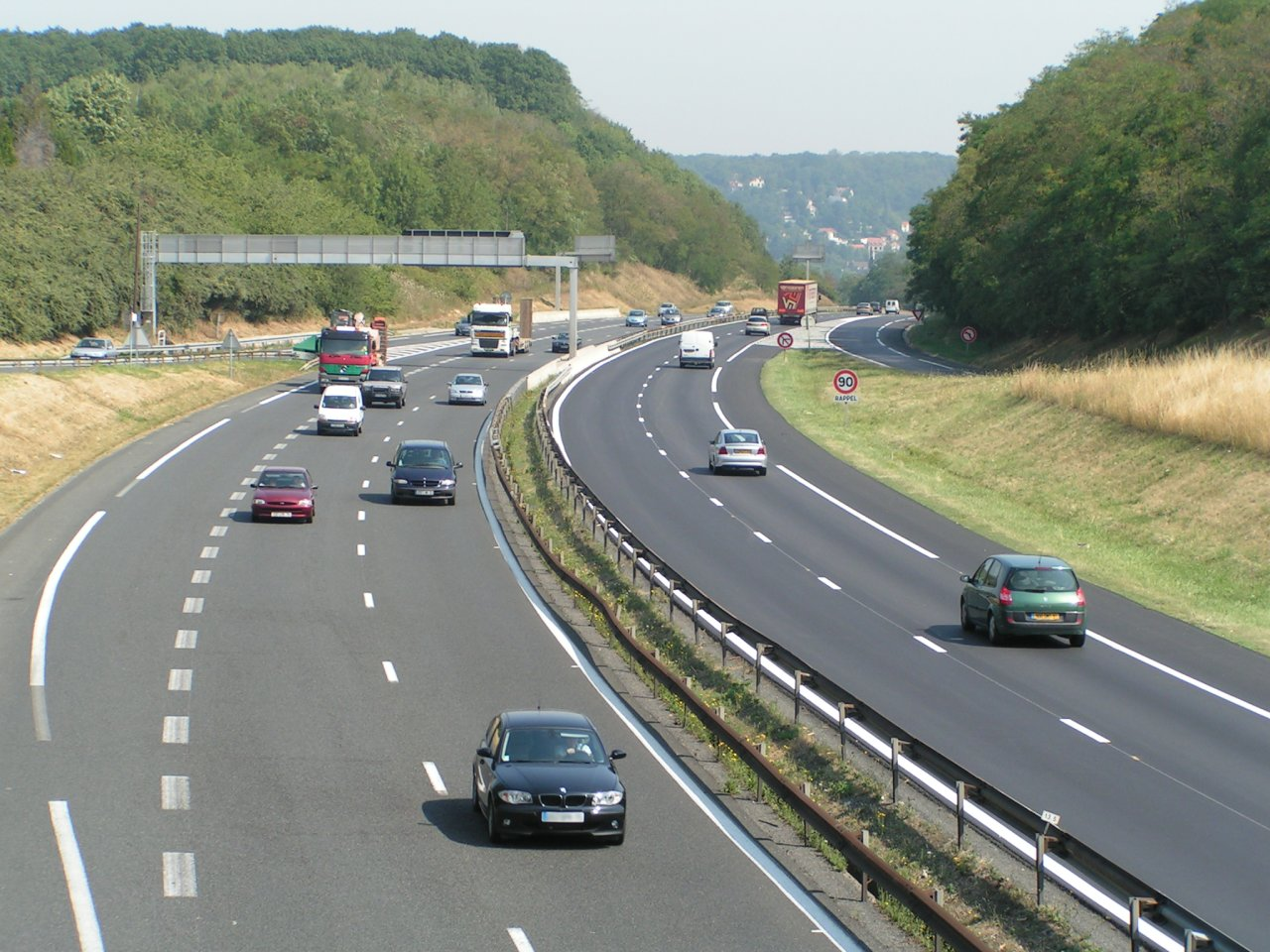
Die Route nationale 118 bei Mondetour

Die Nationalstraßen (französisch: routes nationales, singular route nationale) bilden in Frankreich einen Teil des Fernstraßennetzes mit höchster Straßenkategorie, die in erster Linie dem überregionalen und internationalen Verkehr dienen. Im Gegensatz zu den meisten französischen Autobahnen ist ihre Nutzung kostenfrei und sie dürfen – sofern sie nicht den Status einer Autostraße besitzen – von allen Arten von Fahrzeugen befahren werden. 

## Geschichte

### Einrichtung der Nationalstraßen durch Napoleon

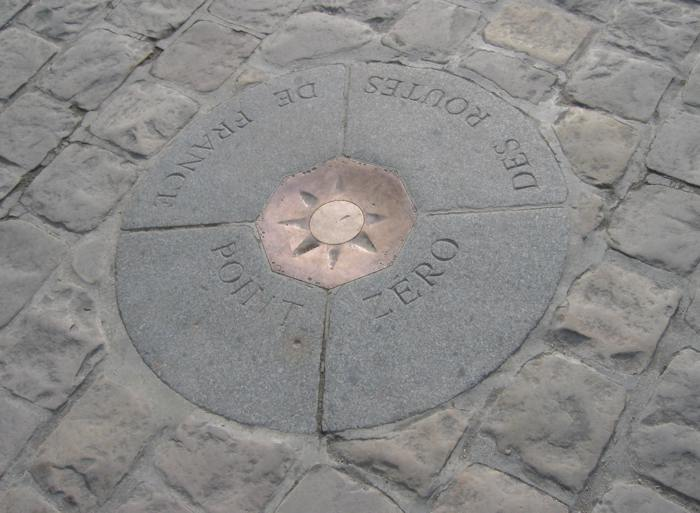
Die klassischen 14 wichtigsten Straßen begannen alle in Paris am Portal von Notre-Dame

Der französische Kaiser Napoleon I. schuf am 16. Dezember 1811 aus den bereits bestehenden oder im Bau befindlichen Chausseen ein Netz von Kaiserstraßen (routes impériales). Die wichtigsten Straßen des zentralistisch organisierten Landes mit den Nummern 1 bis 14 begannen in Paris und führten im Uhrzeigersinn in die verschiedenen Himmelsrichtungen. Die zweitklassigen Straßen mit den Nummern 15 bis 27 verbanden die Hauptstadt mit ihrer näheren Umgebung. Die Nummern 28 bis 229 blieben den drittklassigen regionalen Verbindungsstrecken vorbehalten. Vor allem auf das napoleonische Erbe geht die lange Zeit unangefochtene Spitzenstellung des französischen Straßenwesens zurück. Im internationalen Vergleich verfügte Frankreich bis weit ins 20. Jahrhundert hinein über das mit Abstand am besten ausgebaute und markierte Straßennetz.
- N 1: Paris–Calais
- N 2: Paris–Maubeuge (–Antwerpen–Breda–Utrecht–Amsterdam)
- N 3: Paris–Charleville–Givet (–Lüttich–Wesel–Hamburg)
- N 4: Paris–Épernay–Metz (–Saarbrücken–Mainz)
- N 5: (Paris–) Châlons–Straßburg
- N 6: Paris–(Lausanne–Simplon–Mailand–Rom–Neapel)
- N 7: Paris–Chambéry–Mont Cenis–(Turin–Mailand)
- N 8: Paris–Nizza – Antibes (–Genua–Florenz–Rom)
- N 9: (Paris–) Aix-en-Provence–Toulon
- N 10: (Paris–) Moulins–Perpignan
- N 11: Paris–Vendôme–Tours–Bordeaux–Bayonne
- N 12: (Paris–) Courtelle bei Poitiers–Rochefort
- N 13: Paris–Rennes–Brest
- N 14: Paris–Évreux–Cherbourg.

### Umbenennung während der Restauration
Während der Restauration wurden die Kaiserstraßen in Königsstraßen (routes royales) umbenannt und in ihrer Streckenführung den veränderten politischen Gegebenheiten angepasst. Die Route 3, die von Paris über Soissons, Reims und Lüttich nach Hamburg führte, wurde umbenannt in 31 bzw. 51, und alle Nationalstraßen mit einer höheren Nummer wurden um eine Zahl heruntergestuft. Weil die Routes 19 und 20 vollständig außerhalb des französischen Staatsgebietes lagen, wurden die Straßen Nr. 21 bis 27 fortan als Nr. 18 bis 24 bezeichnet. Seit 1830 werden die französischen Hauptverbindungsstraßen als routes nationales bezeichnet. Das Netz umfasste dabei die Nummern 1 bis 200 und wurde nach Anschluss der Grafschaft Nizza und Savoyens bis 212 erweitert.

### Ausbau und Verdichtung
Im Jahr 1933 wurde das Straßennetz sehr stark verdichtet, sehr viele Département-Straßen und Kommunalstraßen mit einer Gesamtlänge von etwa 40.000 Kilometern wurden zu Nationalstraßen aufgestuft. Der verwendete Nummernbereich umfasste die Straßennummern von 301 bis 853. Im Jahr 1949 erfolgte eine weitere Reform, bei der viele große Strecken gebildet wurden. Dies betraf vor allem die 1824 festgelegten Nationalstraßen (z. B. wurde die N 4 von Châlons-en-Champagne aus bis nach Paris verlängert). Dabei fielen einige der 1933 neu verwendeten Straßennummern komplett weg (z. B. die N 304, welche komplett in die N 4 integriert wurde). Bis 1972 wurden dennoch drei weitere Nationalstraßen hinzugefügt, sodass die höchste Straßennummer dann 856 betrug. Weiterhin wurde begonnen, die Nummern aus der Lücke von 213 bis 300 für Umgehungsstraßen von Städten zu verwenden, wenn auf diese nicht gerade eine städtedurchquerende Nationalstraße gelegt wurde.

### Deklassierung und Regionalisierung
Aufgrund eines 1972 beschlossenen Gesetzes wurden zahlreiche Nationalstraßen (ca. 53.000 Kilometer) in Départementsstraßen umgewandelt. Das französische Dezentralisierungsgesetz vom 13. August 2004 ermöglicht den Départements die Übernahme der bestehenden Nationalstraßen, mit Ausnahme derjenigen Nationalstraßen, die im Journal officiel vom 6. Dezember 2005 als Straßen von nationaler Bedeutung aufgeführt werden.
Seit 2007 werden sehr weitgehende Neunummerierungen der Straßen in Frankreich durchgeführt. Daher ist zurzeit damit zu rechnen, dass alte und neue Bezeichnungen vermischt auftreten. Eine Route nationale (N) kann durchaus zu einer Route départementale (D) abgestuft werden und wird damit nicht mehr rot, sondern gelb dargestellt.